# En väg till mitt hjärta
En väg till mitt hjärta är en sång skriven av Niklas Strömstedt. Den finns med på hans studioalbum Om! från 1990, men utgavs också som singel 1991. En väg till mitt hjärta var den femte och sista singeln från albumet.
Singeln gavs ut som en CD-singel. Som B-sida valdes "Modiga män", även den skriven av Strömstedt och inkluderad på Om! En väg till mitt hjärta tog sig inte in på Svenska singellistan.

## Låtlista

### 7"
Sida A
1. "En väg till mitt hjärta"

Sida B
1. "Modiga män"